# Ingenuity (trực thăng)
Ingenuity là một máy bay trực thăng năng lượng mặt trời robot nhỏ hoạt động trên Sao Hỏa trong nhiệm vụ Mars 2020 của NASA. Vào ngày 19 tháng 4 năm 2021, trực thăng đã thực hiện thành công chuyến bay có điều khiển bằng động cơ đầu tiên trên Sao Hoả. Với 5 chuyến bay thành công như 7 tháng 5 năm 2021, các máy bay điện đồng trục không người lái được phục vụ như là một thực nghiệm kỹ thuật cho việc thăm dò bay về tương lai của việc lên sao Hỏa và thế giới khác, cũng như có khả năng đến các địa điểm trinh sát quan tâm và hỗ trợ lập kế hoạch trong tương lai về các tuyến đường lái xe cho các nhà thám hiểm sao Hỏa. Dave Lavery là người điều hành dự án này. MiMi Aung là giám đốc dự án, Håvard Fjær Grip là hoa tiêu trưởng và Bob Balaram là kỹ sư trưởng. Những thành viên đóng góp khác bao gồm AeroVironment, Inc.,Trung tâm Nghiên cứu Ames và Trung tâm Nghiên cứu Langley của NASA.
Ingenuity dự định bay tới năm lần trong chiến dịch thử nghiệm kéo dài 30 ngày được lên lịch sớm trong nhiệm vụ của người điều khiển. Chủ yếu là các cuộc trình diễn công nghệ, các chuyến bay đã được lên kế hoạch cho độ cao từ 3–5 m so với mặt đất trong tối đa 90 giây mỗi chuyến.Ingenuity có thể di chuyển tới 50 m (160 ft) và sau đó quay trở lại khu vực xuất phát, sử dụng điều khiển tự động trong các chuyến bay ngắn của nó, được lập kế hoạch từ xa và lập trình bởi các nhà khai thác tại Phòng thí nghiệm Sức đẩy Phản lực (JPL). Nó liên lạc trực tiếp với máy dò Perseverance sau mỗi lần hạ cánh.
Ingenuity đã du hành đến sao Hỏa được gắn vào mặt dưới của xe tự hành Perseverance, đến địa điểm hạ cánh có tên là Octavia E. Butler trong miệng núi lửa Jezero vào ngày 18 tháng 2 năm 2021. Nó được triển khai vào ngày 3 tháng 4 năm 2021, và sau đó dỡ máy bay không người lái.Xe tự hành Perseverance đi khoảng 100 m để tạo cho nó một "vùng đệm" an toàn nơi nó thực hiện chuyến bay đầu tiên. Vào ngày 19 tháng 4 năm 2021 lúc 07:15 UTC, Ingenuity cất cánh lần đầu tiên, được xác nhận 3 giờ sau đó vào lúc 10:15 UTC, như được thấy trong nguồn cấp dữ liệu truyền hình phát trực tiếp từ điều khiển sứ mệnh JPL. trực tiếp với xe tự hành Perseverance sau mỗi lần hạ cánh.
Ingenuity đã lên 3 m (9,8 ft) và lơ lửng ở đó khoảng 30 giây trước khi quay trở lại bề mặt sao Hỏa (với tổng thời gian bay là 39,1 giây).
Ingenuity mang một mảnh vải từ cánh của chiếc Wright Flyer năm 1903, chiếc máy bay của Anh em nhà Wright, là chuyến bay nặng hơn không khí có điều khiển đầu tiên của nhân loại trên Trái đất. Khu vực cất cánh và hạ cánh ban đầu cho Ingenuity được đặt tên là Wright Brothers Field như một sự tưởng nhớ. Trước Ingenuity, chuyến bay đầu tiên thuộc bất kỳ hình thức nào trên một hành tinh ngoài Trái đất là chuyến bay bằng khinh khí cầu trên sao Kim, bằng tàu vũ trụ Vega 1 của Liên Xô vào năm 1985.
Tầm bay dự kiến đã được vượt qua trong chuyến bay thứ ba, và thời lượng bay đã vượt qua trong chuyến bay thứ tư vào ngày 30 tháng 4. Với những thành công đó, Ingenuity đã đạt được mục tiêu ban đầu. NASA sau đó đã lên kế hoạch cho nhiều chuyến bay hơn không phải là trình diễn kỹ thuật thuần túy mà là trình diễn hoạt động, với hy vọng cho thấy các sứ mệnh trong tương lai có thể hoạt động hợp tác như thế nào. Trong chuyến bay ngày 30 tháng 4 năm 2021, Ingenuity cũng trở thành tàu vũ trụ liên hành tinh đầu tiên có âm thanh được ghi lại bởi một tàu vũ trụ liên hành tinh khác, xe tự hành Perseverance. Trong chuyến bay ngày 7 tháng 5 năm 2021, Ingenuity trở thành tàu vũ trụ liên hành tinh đầu tiên hạ cánh ở một nơi khác với nơi phóng.
Vào ngày 18 tháng 1 năm 2024, chiếc trực thăng đã bị hư hỏng khi hạ cánh trong chuyến bay thứ 72 và NASA đã tuyên bố ngừng hoạt động. Ingenuity đã bay tổng cộng hai giờ, tám phút và 48 giây trong 1004 ngày, bao gồm hơn với khoảng cách hơn 17 km.

## Thiết kế
| Tốc độ rô-tơ                  | 2400 vòng/phút                                    |
| Tốc độ cánh quạt              | <0.7 Mach                                         |
| Thời gian vận hành            | 1 tới 5 chuyến bay trong 30 ngày sao Hỏa          |
| Thời gian bay                 | 2 phút mỗi chuyến                                 |
| Tầm bay tối đa                | 600 m (2.000 ft)                                  |
| Tầm liên lạc tối da qua radio | 1.000 m (3.300 ft)                                |
| Độ cao tói đa dự kiến         | 10 m (33 ft)                                      |
| Tốc độ lớn nhất               | - Khi bay ngang: 10m/s - Khi bay thẳng đứng: 3m/s |
| Dung lượng pin                | 30-40Wh                                           |

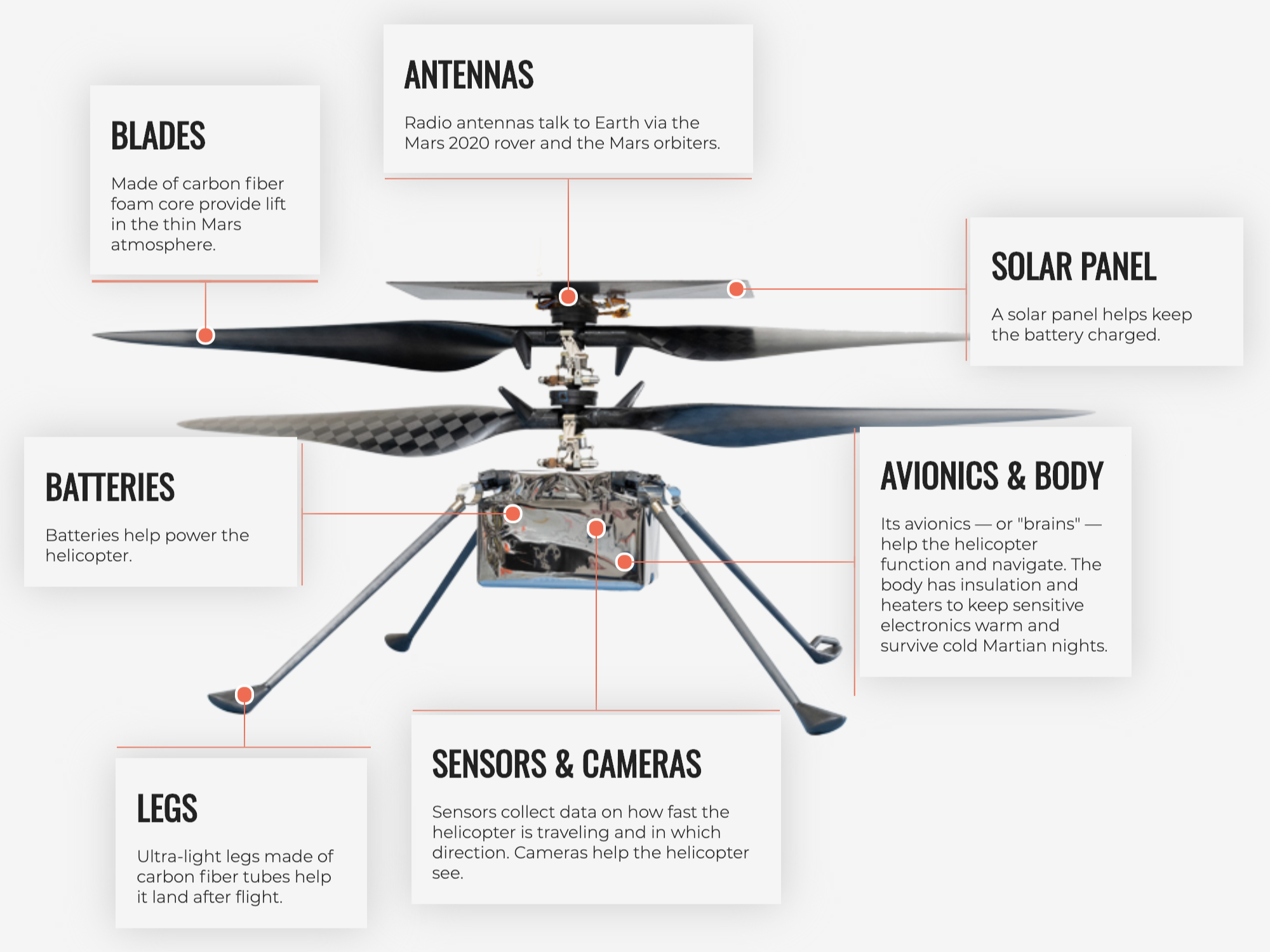
Bức hình cho thấy một số bộ phận của Ingenuity

Bởi vì bầu khí quyển của sao Hỏa chỉ dày đặc bằng khoảng 1⁄100 so với khí quyển của Trái đất ở bề mặt, máy bay khó tạo ra lực nâng hơn nhiều, một khó khăn chỉ được bù đắp một phần bởi trọng lực thấp hơn của sao Hỏa (khoảng một phần ba của Của Trái đất). Bay gần bề mặt sao Hỏa được mô tả là tương đương với bay ở độ cao hơn 27.000 m so với Trái đất, độ cao mà các máy bay trực thăng hiện có chưa từng đạt được. Được tạo ra chủ yếu từ carbon dioxide, bầu khí quyển của sao Hỏa yêu cầu tốc độ quay của cánh trực thăng là 2.400 vòng / phút để Ingenuity có thể ở trên cao, gấp khoảng năm lần so với nhu cầu trên Trái đất.
Ingenuity được thiết kế để thử nghiệm công nghệ của JPL để đánh giá xem liệu công nghệ này có thể bay an toàn hay không, đồng thời cung cấp bản đồ và hướng dẫn tốt hơn để cung cấp cho những người điều khiển sứ mệnh trong tương lai nhiều thông tin hơn để giúp lập kế hoạch tuyến đường và tránh rủi ro, cũng như xác định các điểm ưa thích cho xe tư hành. Máy bay trực thăng được thiết kế để cung cấp hình ảnh trên cao với độ phân giải xấp xỉ mười lần hình ảnh quỹ đạo và sẽ cung cấp hình ảnh về các tính năng có thể được hiển thị từ máy ảnh của xe tự hành Perseverance. Người ta mong đợi rằng việc trinh sát như vậy có thể cho phép những xe tự hành trong tương lai di chuyển một cách an toàn và xa hơn ba lần trong mỗi ngày sao Hỏa.
Máy bay trực thăng sử dụng cánh quạt đồng trục quay ngược chiều có đường kính khoảng 1,2 m (4 ft). Trọng tải của nó là một camera hướng xuống có độ phân giải cao để điều hướng, hạ cánh và khảo sát địa hình một cách khoa học, và một hệ thống liên lạc để chuyển tiếp dữ liệu đến máy dò Perseverance. Mặc dù nó là một chiếc máy bay, nó được chế tạo theo các thông số kỹ thuật của tàu vũ trụ để chịu được gia tốc và rung động trong quá trình phóng. Nó cũng bao gồm các hệ thống chống bức xạ có khả năng hoạt động trong môi trường băng giá của sao Hỏa. Từ trường không nhất quán của sao Hỏa ngăn cản việc sử dụng la bàn để điều hướng, vì vậy nó sử dụng camera theo dõi năng lượng mặt trời được tích hợp với hệ thống định vị quán tính trực quan của JPL. Một số đầu vào bổ sung bao gồm con quay hồi chuyển, cảm biến độ nghiêng, máy đo độ cao và thiết bị phát hiện nguy cơ. Nó được thiết kế để sử dụng các tấm pin mặt trời để sạc lại pin, đó là sáu tế bào Sony Li-ion có công suất năng lượng pin 35–40 Wh (130–140 kJ) 
Thời gian bay không bị giới hạn bởi năng lượng sẵn có mà bởi nhiệt thải làm nóng động cơ trong quá trình bay với tốc độ 1 K / s.
Máy bay trực thăng sử dụng bộ vi xử lý Qualcomm Snapdragon 801 với hệ điều hành Linux. [45] Trong số các chức năng khác, bộ xử lý này điều khiển thuật toán điều hướng trực quan thông qua ước tính vận tốc thu được từ các tính năng được theo dõi bằng camera điều hướng hướng xuống có chứa cảm biến màn trập toàn cầu Omnivision OV7251 hoặc camera địa hình hướng chân trời. Bộ xử lý Qualcomm được kết nối với hai bộ vi điều khiển điều khiển chuyến bay (MCU) để thực hiện các chức năng điều khiển chuyến bay cần thiết. Nó cũng mang điện thoại di động Bosch BMI-160 IMU, cảm biến độ nghiêng Murata SCA100T-D02 và máy đo độ cao laser Garmin LIDAR Lite v3.
Thông tin liên lạc với bộ định tuyến thông qua một liên kết vô tuyến sử dụng các giao thức liên lạc Zigbee công suất thấp, được thực hiện thông qua chipset SiFlex 02 914 MHz được gắn trong cả bộ định tuyến và máy bay trực thăng. Hệ thống liên lạc được thiết kế để chuyển tiếp dữ liệu ở tốc độ 250 kbit / s trên khoảng cách lên đến 1.000 m (3.300 ft). Máy bay trực thăng sử dụng một ăng-ten đơn cực nhẹ nằm trên tấm năng lượng mặt trời của máy bay trực thăng được sử dụng như một mặt đất lớn hơn được thiết kế để liên lạc bình đẳng theo mọi hướng. Mặc dù cồng kềnh hơn nhiều, máy bay cũng mang theo một ăng-ten đơn cực để liên lạc với trực thăng.

## Phát triển
JPL và AeroVironment của NASA đã công bố thiết kế ý tưởng vào năm 2014 cho một máy bay trực thăng trinh sát thám thính đi cùng với xe tự hành. Vào giữa năm 2016, 15 triệu đô la Mỹ đã được yêu cầu để tiếp tục phát triển chiếc trực thăng  Đến tháng 12 năm 2017, các mô hình kỹ thuật của phương tiện đã được thử nghiệm trong bầu khí quyển mô phỏng sao Hỏa  và các mô hình đang được thử nghiệm ở Bắc Cực, nhưng việc đưa nó vào sứ mệnh vẫn chưa được phê duyệt cũng như được tài trợ. Ngân sách liên bang Hoa Kỳ, được công bố vào tháng 3 năm 2018, đã cung cấp 23 triệu đô la Mỹ cho chiếc trực thăng trong một năm  vào ngày 11 tháng 5 năm 2018, nó đã được thông báo rằng chiếc trực thăng có thể được phát triển và thử nghiệm kịp thời để đưa vào sứ mệnh sao Hỏa 2020. Máy bay trực thăng đã trải qua quá trình thử nghiệm động lực học và môi trường rộng rãi, và sau đó được lắp vào mặt dưới của xe dò Perseverance vào tháng 8 năm 2019. Khối lượng của nó chỉ dưới 1,8 kg (4,0 lb và JPL đã quy định rằng nó được lên kế hoạch có tuổi thọ thiết kế là năm chuyến bay trên sao Hỏa. NASA đã đầu tư khoảng 80 triệu đô la Mỹ để chế tạo Ingenuity và khoảng 5 triệu đô la Mỹ để vận hành máy bay trực thăng.
Vào tháng 4 năm 2020, chiếc xe được đặt tên là Ingenuity bởi Vaneeza Rupani, một nữ sinh lớp 11 tại trường trung học Tuscaloosa County ở Northport, Alabama, người đã nộp một bài luận cho cuộc thi "Name the Rover" của NASA. Được biết đến trong các giai đoạn lập kế hoạch với tên gọi là Mars Helicopter Scout, hay đơn giản là Mars Helicopter, biệt danh Ginny sau đó được sử dụng song song với cái tên Perseverance được gọi trìu mến là Percy.

### Thử nghiệm sơ bộ trên Trái đất

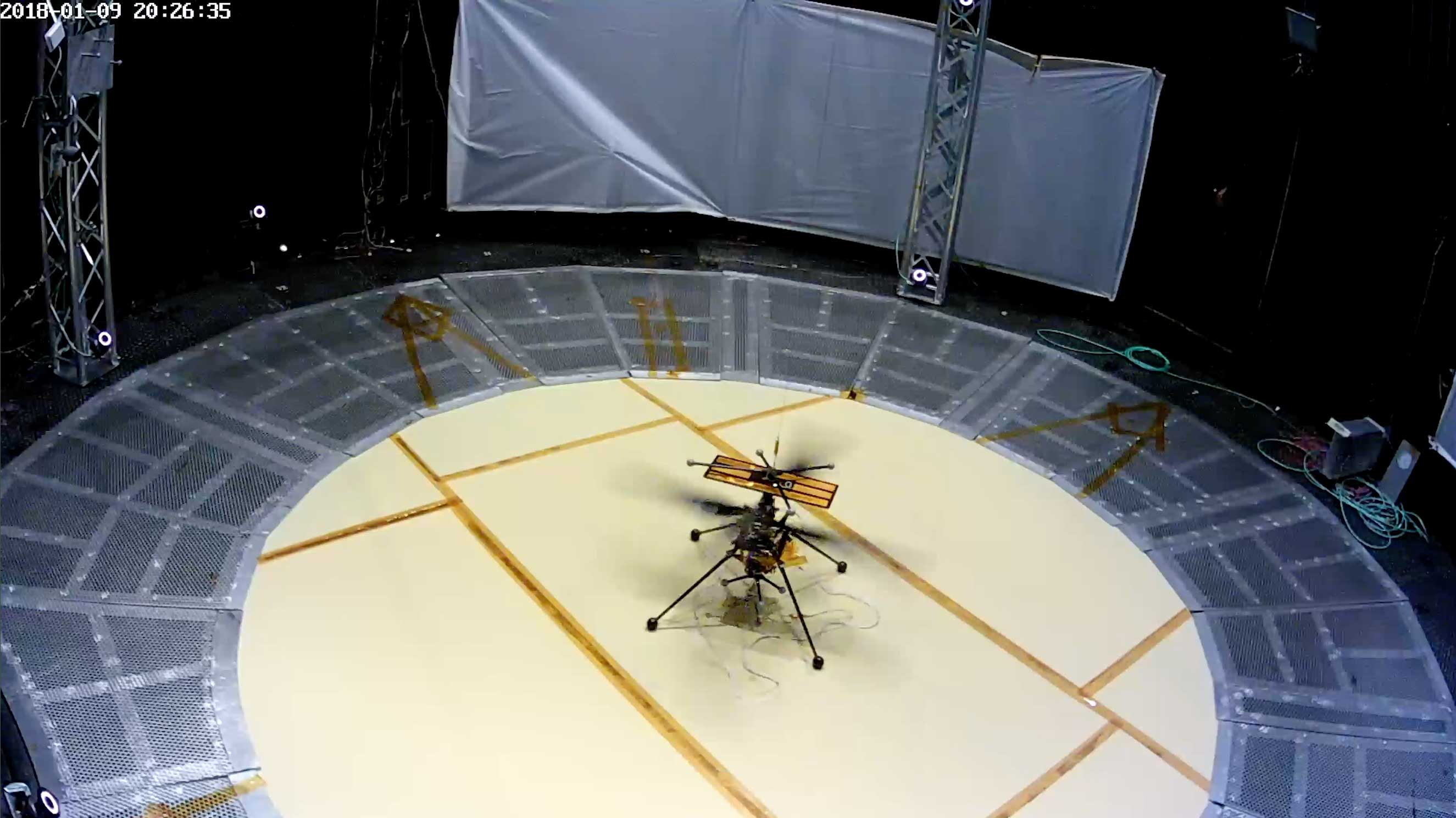
Ingenuity đang được thử nghiệm

Vào năm 2019, các thiết kế sơ bộ của Ingenuity đã được thử nghiệm trên Trái đất trong điều kiện khí quyển và trọng lực mô phỏng trên sao Hỏa. Để thử nghiệm chuyến bay, một buồng chân không lớn đã được sử dụng để mô phỏng áp suất rất thấp của bầu khí quyển của sao Hỏa - chứa đầy carbon dioxide đến xấp xỉ 0,60% (khoảng 1⁄160) áp suất khí quyển tiêu chuẩn ở mực nước biển trên Trái đất - gần tương đương đến một chiếc trực thăng bay ở độ cao 34.000 m (112.000 ft) trong bầu khí quyển của Trái đất. Để mô phỏng trường trọng lực giảm đi nhiều của sao Hỏa (38% của Trái đất), 62% trọng lực của Trái đất được bù đắp bởi một đường kéo lên trên trong các chuyến bay thử nghiệm. Một "bức tường gió" bao gồm gần 900 quạt máy tính đã được sử dụng để cung cấp gió trong buồng.

### Các thiết kế trong tương lai
Trình công nghệ Ingenuity có thể tạo nền tảng cho các máy bay có khả năng hơn có thể được phát triển để thăm dò sao Hỏa và các mục tiêu hành tinh khác bằng bầu khí quyển trên không trong tương lai. Thế hệ tiếp theo của tàu cánh quạt có thể nằm trong khoảng từ 5 đến 15 kg với trọng tải khoa học từ 0,5 đến 1,5 kg. Những máy bay tiềm năng này có thể liên lạc trực tiếp với vệ tinh đang ở trên một quỹ đạo và có thể tiếp tục hoạt động với một thiết bị đã hạ cánh Máy bay trực thăng trong tương lai có thể được sử dụng để khám phá các khu vực đặc biệt có nước tiếp xúc với băng hoặc nước muối, nơi sự sống của vi sinh vật trên sao Hỏa có khả năng tồn tại. Máy bay trực thăng sao Hỏa cũng có thể được xem xét để lấy nhanh các bộ lưu trữ mẫu nhỏ trở lại phương tiện đi lên sao Hỏa để trở về Trái đất, chẳng hạn như chiếc sẽ được phóng vào năm 2026.

## Thông tin nhiệm vụ
Sau khi triển khai, xe tự hành di chuyển ra xa khởi Ingenuity khoảng 100 m (330 ft) để tạo vùng bay an toàn=. Máy bay trực thăng Ingenuity dự kiến sẽ bay tới 5 lần trong một chiến dịch thử nghiệm kéo dài 30 ngày, trong giai đoạn đầu của nhiệm vụ của người điều khiển.
Mỗi chuyến bay được lên kế hoạch cho độ cao từ 3–5 m (10–16 ft) so với mặt đất. Trưởng nhóm Hoạt động Tim Canham và Aung cho biết chuyến bay đầu tiên sẽ là một chiếc máy bay di chuyển đứng yên ở độ cao 3 m (9,8 ft), kéo dài khoảng 40 giây và bao gồm cả việc chụp ảnh chiếc máy bay. Các chuyến bay tiếp theo sẽ ngày càng tham vọng khi thời gian phân bổ cho việc vận hành máy bay trực thăng ngày càng giảm. JPL cho biết sứ mệnh thậm chí có thể dừng lại trước khi thời hạn 30 ngày kết thúc, trong trường hợp có khả năng là chiếc trực thăng bị rơi, [64] Một kết quả may mắn là không xảy ra. Trong tối đa 90 giây cho mỗi chuyến bay, Ingenuity có thể di chuyển xa tới 50 m (160 ft) và sau đó quay trở lại khu vực xuất phát. Máy bay trực thăng sử dụng điều khiển tự động trong các chuyến bay của nó, được lập kế hoạch từ xa và viết kịch bản bởi các nhà điều hành tại Phòng thí nghiệm Sức đẩy Phản lực (JPL). Nó liên lạc trực tiếp với máy dò Perseverance sau mỗi lần hạ cánh.

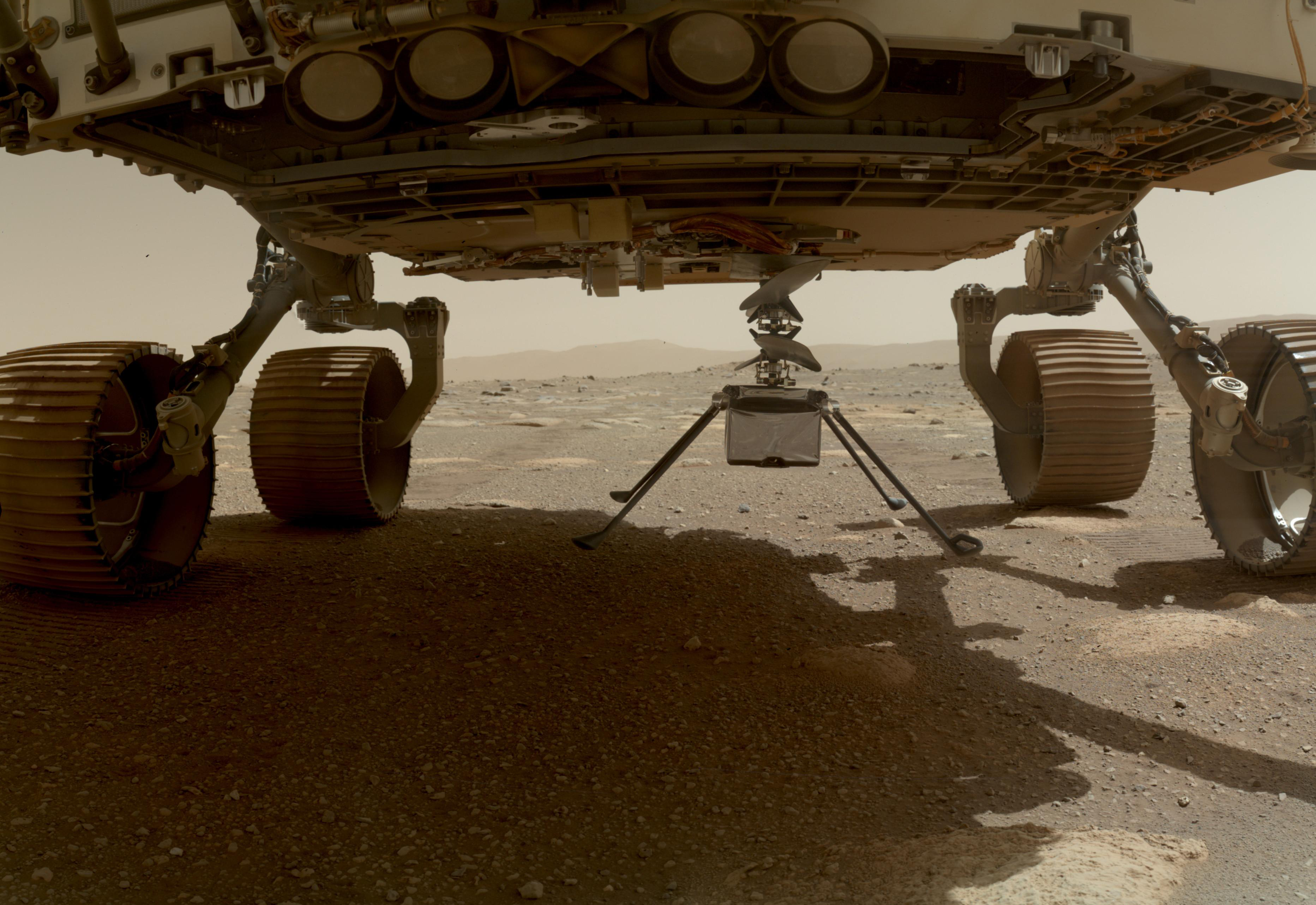
Ingenuity đang được triển khai.

Sau ba chuyến bay đầu tiên thành công, mục tiêu đã được thay đổi từ trình diễn công nghệ sang trình diễn hoạt động. Mục tiêu chuyển sang hỗ trợ sứ mệnh khoa học máy thám thính bằng cách lập bản đồ và do thám địa hình. Trong khi Ingenuity sẽ làm được nhiều việc hơn để giúp Perseverance, chếc xe tự hành này sẽ ít chú ý đến chiếc trực thăng hơn và ngừng chụp ảnh nó trong chuyến bay. Các nhà quản lý của JPL cho biết quy trình chụp ảnh tốn một lượng thời gian rất lớn, làm chậm nhiệm vụ chính của dự án là tìm kiếm các dấu hiệu của sự sống cổ đại. Vào ngày 30 tháng 4 năm 2021, chuyến bay thứ tư đã chụp thành công nhiều bức ảnh màu và khám phá bề mặt bằng camera điều hướng đen trắng của nó. Vào ngày 7 tháng 5, Ingenuity đã bay thành công đến một địa điểm hạ cánh mới.

## Lịch sử hoạt động
Sự kiên trì đã hạ lá chắn bảo vệ Ingenuity vào ngày 21 tháng 3 năm 2021 và trực thăng được triển khai từ mặt dưới của xe tự hành trên bề mặt sao Hỏa vào ngày 3 tháng 4 năm 2021. Ngày hôm đó, chiếc trực thăng đã chụp được bức ảnh màu đầu tiên về sàn của miệng núi lửa Jezero.
Các cánh quạt của Ingenuity đã được mở khóa thành công vào ngày 8 tháng 4 năm 2021 (nhiệm vụ sao Hỏa ngày 48) và nó đã thực hiện một thử nghiệm quay rôto tốc độ thấp. quay ở tốc độ 50 vòng / phút. Một thử nghiệm quay tốc độ cao đã được thử vào ngày 9 tháng 4, nhưng không thành công do bộ đếm thời gian giám sát hết hạn, một biện pháp để bảo vệ máy bay trực thăng khỏi hoạt động không chính xác trong các điều kiện không lường trước được. Vào ngày 12 tháng 4, một bản cập nhật phần mềm với một bản vá để khắc phục sự cố đã được công bố. Vì với một chuỗi lệnh được điều chỉnh, có 85% khả năng nó sẽ hoạt động chính xác, nên bản cập nhật đã không được sử dụng. Vào ngày 17 tháng 4 năm 2021, Ingenuity đã vượt qua thành công bài kiểm tra quay ở tốc độ tối đa. Thử nghiệm liên quan đến việc quay các cánh quạt của nó, trong khi vẫn ở trên bề mặt, lên đến tốc độ tối đa ở khoảng 2400 vòng / phút lần đầu tiên trên sao Hỏa. Hai ngày sau khi thử nghiệm thành công, JPL đã bay trực thăng lần đầu tiên.

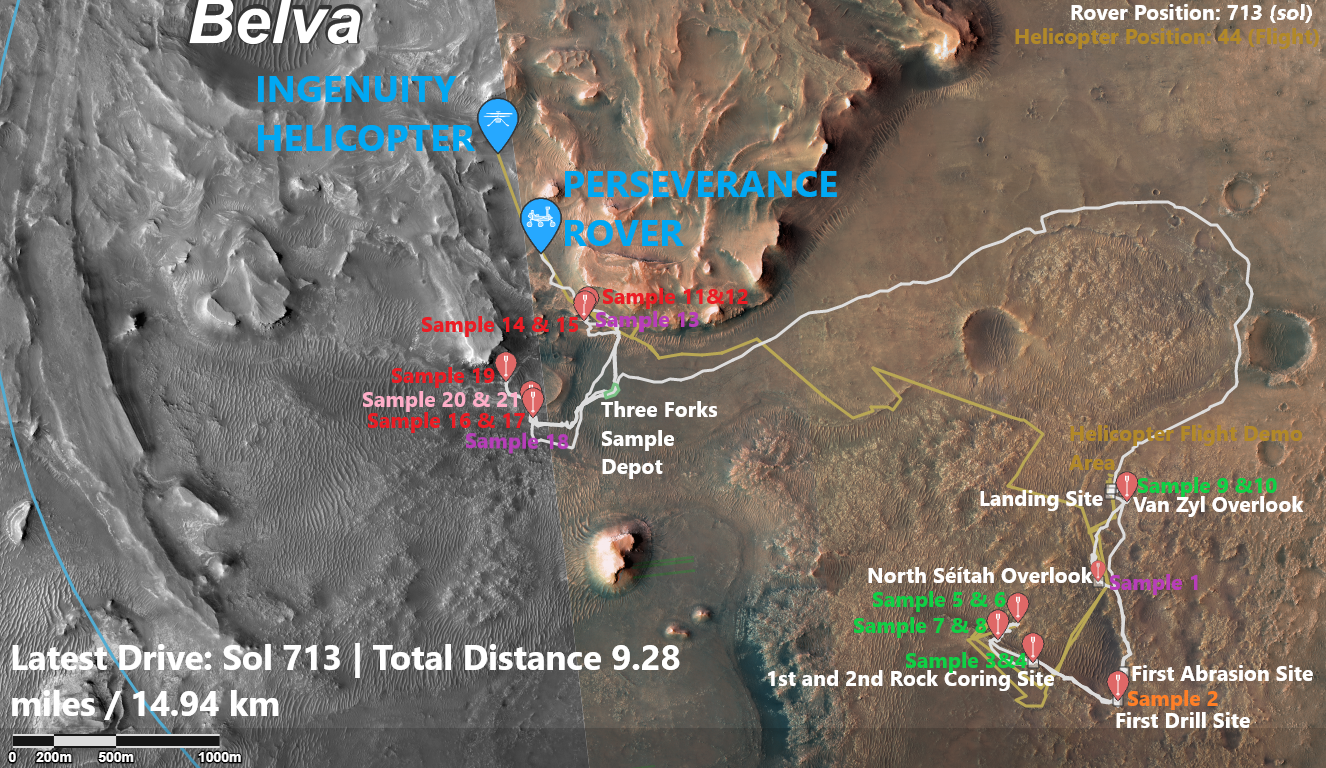
Đường bay của Ingenuity trên Sao Hỏa (màu vàng) và đường đi của Perseverance (màu trắng) và cũng như là tọa đọ của 2 thiết bị này cho đến ngày 30 tháng 5 được thể hiện trên hình này.Trực tiếp [https://mars.nasa.gov/mars2020/mission/where-is-the-rover/ tại đây

Nhóm Ingenuity có kế hoạch bay trực thăng hai đến ba tuần một lần cho đến cuối tháng 8, khi mà sao Hỏa di chuyển sau Mặt trời.

### Các chuyến bay
| Chuyến bay lần thứ | Ngày (UTC) (Sol) | Thời gian bay (giây) | Độ cao lớn nhất | Khoảng cách bay được (theo chiều ngang)  | Tốc độ lớn nhất (theo chiều ngang) | Quy trình | Tổng kết |
| ------------------ | --- | -------------------- | --------------- | ---------------------------------------- | ---------------------------------- | --- | --- |
| 1                  | Ngày 19 tháng 4, 2021, lúc 07:34 (Sol 58)                                                                                          | 39.1                 | 3 m (9,8 ft)    | 0 m (0 ft)                               | 0 m/s (0 mph)                      | Cất cánh thẳng đứng, quay tĩnh, hạ cánh                                                                         | Kết quả chung: Thành công Chuyến bay đầu tiên trên hành tinh khác. Trong khi bay lơ lửng, nó xoay đúng vị trí 96 độ theo kế hoạch. Các bức ảnh đen trắng chụp mặt đất ngay bên dưới trong chuyến bay đã xác nhận thành công và được nhận vào lúc 11:30 UTC. |
| 2                  | Ngàyy 22 tháng 4, 2021 lúc 09:33 (Sol 61)                                                                                          | 51.9                 | 5 m (16 ft)     | 4 m (13 ft) Bay vòng                     | 0.5 m/s (~1 mph)                   | Lượn, nghiêng chút về hướng Tây, quay về, lượn một chút, hạ cánh                                                | Kết quả: Thành công Sau khi lượn, nó nghiêng 5 độ, cho phép các cánh quạt bay nó sang một bên 2 mét. Nó dừng lại, lơ lửng tại chỗ và xoay ngược chiều kim đồng hồ, ngáp từ + 90 ° đến 0 ° đến -90 ° đến -180 °, trong 3 bước;hướng máy ảnh màu ra đường chân trời của nó theo nhiều hướng khác nhau để chụp ảnh. Nó bay trở lại vị trí cất cánh ở trung tâm vùng bay và hạ cánh. Dữ liệu xác nhận bắt đầu đến lúc 13:20 UTC. |
| 3                  | Ngày 25 tháng 4, 2021 lúc 11:31 (Sol 64)                                                                                           | 80.3                 | 5 m (16 ft)     | 100 m (330 ft) Bay vòng                  | 2 m/s (~4.5 mph)                   | Lượn một vòng,bay về phía Bắc, quay về, hạ cánh                                                                 | Kết quả: Thành công Đây là chuyến bay đầu tiên mạo hiểm một khoảng cách từ điểm triển khai trực thăng và quay trở lại. Nó bay ở độ cao 50 mét, duy trì độ cao và đạt tốc độ tối đa hai mét một giây. Máy ảnh điều hướng màu đen và trắng hướng xuống đã giúp Ingenuity theo dõi vị trí của nó trên mặt đất. Nó bay lơ lửng tại điểm đến, sau đó bay trở lại điểm cất cánh, bay lơ lửng và hạ cánh. Dữ liệu của chuyến bay được nhận vò lúc 14:16 UTC. |
| 4                  | Không bay ở ần thử thứ nhất, Ngày 29 tháng 4, 2021 lúc 14:12. (Sol 68)Thành công ở lần thứ hai, 30 tháng 4 2021 at 14:49. (Sol 69) | 116.9                | 5 m (16 ft)     | 266 m (873 ft) Bay vòng                  | 3.5 m/s (~8 mph)                   | Lượn một vòng, nghiêng một chút về phía Nam, quay về, hạ cánh                                                   | Kết quả: Thành công Lần thử đầu tiên không thành công do phần mềm trên máy bay không chuyển sang chế độ máy bay. Ingenuity đã bay trong lần thử thứ hai, duy trì độ cao. Nó chụp ảnh đen trắng cho mỗi 1,2 m (4 ft) khi bay trong khoảng cách 84 m (276 ft) đến 133 m (436 ft) và ảnh màu khi bay lơ lửng ở điểm xa nhất từ lúc cất cánh. Nó đã tạo ra một số lượng hình ảnh kỷ lục, tổng cộng khoảng 60 hình ảnh, trong suốt 50 m cuối cùng trước khi quay trở lại địa điểm cất cánh để tạo bản đồ 3D. Vào ngày 7 tháng 5, NASA xác nhận Perseverance đã ghi lại cả âm thanh và video của Ingenuity trong chuyến bay thứ tư, biến chiếc trực thăng trở thành tàu vũ trụ liên hành tinh đầu tiên có âm thanh được nghe và ghi lại bởi một tàu vũ trụ liên hành tinh khác. |
| 5                  | 7 tháng 5, 2021 lúc 19:26 (Sol 76)                                                                                                 | 108.2                | 10 m (33 ft)    | 129 m (423 ft) Một chiều                 | 2 m/s (~4.5 mph)                   | Lượn một vòng,nghiêng về phía nam,lên cao 10m, hạ cánh tại điểm bay B                                           | Kết quả: Thành công Đây là chuyến bay đầu tiên hạ cánh tại một địa điểm mới. Sự khéo léo đã bay đến một địa điểm 129 m về phía nam. Khi đến nơi, nó đã tăng độ cao, bay lơ lửng, chụp một vài hình ảnh màu có độ phân giải cao về địa hình khu vực và không quay trở lại điểm khởi hành mà hạ cánh xuống địa điểm mới đó, điểm bay B. Chuyến bay này đánh dấu sự kết thúc của giai đoạn trình diễn công nghệ, trong đó có mục tiêu chứng minh một chiếc máy bay có thể bay trên sao Hỏa. |
| 6                  | 23 tháng 5, 2021 lúc 5:20 (Sol 91)                                                                                                 | 139.9                | 10 m (33 ft)    | 215 m (705 ft) Một chiều có đổi hướng    | 4 m/s (~9 mph)                     | Bay ở hướng Tây Nam khoản 150m, đổi hướng về phía Nam 15m, Đông Nam khoảng 50 m (160 ft), hạ cánh tại bãi bay C | Két quả:Gần như thành công Chuyến bay gặp sự cố vào cuối lượt đi, khi hệ thống camera định vị gặp trục trặc khiến tất cả các hình ảnh sau đây bị đánh dấu bằng dấu thời gian không chính xác. Điều này dẫn đến việc chiếc máy bay nghiêng về phía trước và phía sau lên đến 20 độ, với mức tiêu thụ điện năng tăng đột biến. Ingenuity tiếp tục bay hai chặng tiếp theo ở chế độ đó và hạ cánh cách địa điểm dự kiến khoảng 5 m (16 ft), và coi như đó là Sân bay C. Đây là lần đầu tiên nó gặp phải hiện tượng bất thường. Chuyến bay cũng là chuyến bay đầu tiên trong giai đoạn hoạt động sau khi thử nghiệm công nghệ. Một số điểm nỏi bật: - Thu thập hình ảnh âm thanh nổi màu của một địa điểm để giúp thể hiện giá trị của phối cảnh trên không cho các nhiệm vụ trong tương lai. - Chuyến bay đầu tiên mà trực thăng hạ cánh xuống một điểm bay mà nó không khảo sát từ trên không trong một nhiệm vụ trước đó. |
| 7                  | 8 tháng 6, 2021 lúc 15:54 (Sol 107)                                                                                                | 62.8                 | 10 m (33 ft)    | 106 m (348 ft) Một chiều                 | 4 m/s (~9 mph)                     | Về phía Nam tại điểm bay D                                                                                      | Kết quả: Thành công ngenuity đã bay 106 m (348 ft) về phía Nam đến điểm hạ cánh mới trong khi thu thập hình ảnh màu về các địa điểm mới quan tâm và hạ cánh xuống điểm bay D.. |
| 8                  | Không sớm hơn ngày tháng 6, 2021 (dự tính)                                                                                         | ---                  | ---             | ~160 m (520 ft) Một chiều (theo dự tính) | ---                                | Về phái Nam tại điểm bay E (theo dự kiến)                                                                       | --- |

## Tưởng nhớ anh em nhà Wright
Các quan chức của NASA và JPL đã mô tả chuyến bay Ingenuity đầu tiên là "khoảnh khắc của Anh em nhà Wright", tương tự như chuyến bay thành công đầu tiên trên Trái Đất. Một mảnh nhỏ của cánh Anh em nhà Wright' 1903 Wright Flyer được gắn bên dưới tấm pin Mặt trời của Ingenuity. Vào năm 1969 Apollo 11của Neil Armstrong cũng mang một mảnh của máy bay của nhà Wright trên Lunar Module Eagle.
NASA đã đặt tên địa điểm mà Ingenuity lần đầu bay lên và hạ xuống là "Wright Brother Field", nơi mà tổ chức Liên Hợp Quốc ICAO đã cấp mã sân bay là JZRO cho Jezero Crater, và bản thân chiếc máy bay không người lái này là IGY, cách gọi của INGENUITY.

### HÌnh chụp bởi Ingenuity

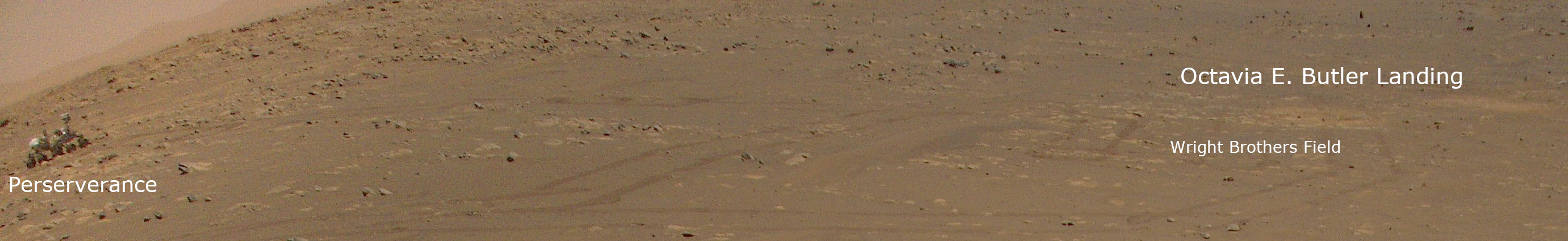
Tầm nhìn của Ingenuity về chiếc Perseverance (bên trái) ở khoảng cách 85 m ở đọ cao 5m trên không trung (25 tháng 4 năm 2021)